# Gerd Heinrich (Zoologe)
Gerd Hermann Heinrich (* 7. November 1896 in Berlin; † 17. Dezember 1984 in Farmington, Maine) war ein deutscher Zoologe, Entomologe und Forschungsreisender.

## Leben
Heinrich war der Sohn des Arztes Hermann Heinrich und seiner Frau Margarethe von Tepper-Ferguson Heinrich. Er wuchs auf einem großen landwirtschaftlichen Anwesen in der ehemaligen deutschen Provinz Westpreußen (seit 1918 polnisch) auf. Bis zu seinem neunten Lebensjahr wurde er von einem Hauslehrer unterrichtet. 1914 legte er sein Abitur am Askanischen Gymnasium in Berlin als Primus Omnium ab. Im Alter von 17 plante er, wie sein Vater vor ihm, eine Karriere in der Medizin. Sein naturkundliches Interesse machte sich schon in einem frühen Alter bemerkbar. Bereits im Alter von 15, ermutigt durch den Einfluss von Richard Heymons, Kurator der entomologischen Abteilung am Museum für Naturkunde in Berlin, konzentrierte sich Heinrichs Interesse auf die Familie der Schlupfwespen (Ichneumonidae), eine große, vielfältige und zu seiner Zeit taxonomisch wenig erforschte Insektengruppe. Mit Beginn des Ersten Weltkriegs wurde Heinrichs Ausbildung unterbrochen. Er leistete seinen Wehrdienst in der Kavallerie und anschließend als Pilot bei der Luftwaffe. 1927 leitete Heinrich eine Expedition an den Elbrus und ins nördliche Persien (in die Provinzen Gilan, Māzandarān und Golestan). Von 1930 bis 1932 unternahm er Expeditionen auf die Insel Celebes (das heutige Sulawesi) in Indonesien (Latimodjong Mountains, Menkoka Mountains und Minahasa) und auf die Molukken (Halmahera und Bacan). Darüber verfasste er sein erstes großes Werk „Die Ichneumoninae von Celebes bearbeitet auf Grund der Ausbeute der Celebesexpedition G. Heinrich 1930–1932“, das 1934 veröffentlicht wurde. Im März 1930 gelang Heinrich auf Celebes die Wiederentdeckung der Schnarchralle (Aramidopsis plateni), die zuvor nur durch den von Carl Constantin Platen im Jahr 1885 gesammelten Holotypus bekannt war. 1931 entdeckte er auf Halmahera weitere Exemplare der Trommelralle (Habroptila wallacii), ebenfalls eine Art, die längere Zeit nicht gesichtet worden war. Von 1932 bis 1937 studierte Heinrich an der Humboldt-Universität zu Berlin. 1935 bereiste er den Balkan und die Rhodopen in Südosteuropa. 1938 veröffentlichte er die Ergebnisse seiner Forschungsarbeit über die Schlupfwespen von Madagaskar in seinem Werk „Les ichneumonides de Madagascar“.
1934 organisierte der schwedische Entomologe René Malaise (1892–1978) eine zoologische Expedition in die nordöstlichen Teile von Burma. Er verwendete erstmals eine von ihm erfundene und gebaute Falle für das Fangen von Fluginsekten. Diese nach ihm benannten Malaise-Fallen sind weit verbreitet und noch heute im Gebrauch. Malaise sandte seine Sammlung zur Identifizierung und Klassifizierung an Heinrich. Die Fülle von bizarren, üppigen und unbekannten Formen in dieser Sammlung war so faszinierend, dass Heinrich zwischen 1937 und 1938 selbst eine Expedition nach Burma (in die Chin Hills mit ihrem höchsten Gipfel, Nat Ma Taung) durchführte. Heinrichs und Malaises Forschungs- und Sammlungsergebnisse wurden in einem Manuskript für eine Monographie verarbeitet. Als diese Ende 1943 fertiggestellt war, machte der Zweite Weltkrieg eine Veröffentlichung unmöglich. Um das Manuskript der Monographie zu retten, lötete Heinrich sie in Metallkisten ein und vergrub sie heimlich an einem trockenen Ort im Wald. Eine Kopie sandte er an einen Freund, den Chemiker Max Volmer. Nach dem Krieg versuchte Heinrich erneut die Monographie zu veröffentlichen, doch keine der zoologischen Organisationen in Europa, die er kontaktierte, hatte die finanziellen Mittel, das Werk zu publizieren. 1951 ermutigte ihn der Entomologe Henry Townes (1913–1990), der führende US-amerikanische Schlupfwespen-Experte seiner Zeit, in die Vereinigten Staaten auszuwandern. Schwierige Lebensbedingungen in den frühen Jahren der Emigration, Gelegenheitsverdienste, fehlende Mittel für die Übersetzung des Manuskripts ins Englische sowie der fehlende Zugang zu dem in Polen vergrabenen Material verzögerten die Veröffentlichung von Heinrichs Monographie über die orientalischen Schlupfwespen für viele Jahre. Unterdessen verbesserte sich Heinrichs Situation und von 1952 bis 1953 nahm er an einer zoologischen Expedition nach Mexiko teil. Von 1953 bis 1963 begleitete er Vogel- und Säugetiersammlungsexpeditionen der Yale University, der University of Kansas, des Field Museum of Natural History und anderer Forschungseinrichtungen nach Afrika. Gleichzeitig setzte er das Sammeln von Schlupfwespen fort. Von 1953 bis 1955 besuchte er erstmals Angola (vor allem die nordöstlichen und südöstlichen Provinzen am Mount Moco und am Mount Soke). Eine zweite Angola-Exkursion unternahm er zwischen 1957 und 1958, wo er die nördlichen und nordwestlichen Provinzen bereiste. Von 1961 bis 1963 beteiligte er sich an Expeditionen nach Tansania (Usambara-Berge, Uluguru-Berge, Livingstone-Berge, Rungwe, Ufipa-Hochebene), nach Nord-Rhodesien und nach Südafrika. Von 1961 bis 1962 veröffentlichte er mit Unterstützung des kanadischen Landwirtschaftsministeriums das siebenbändige Werk „Synopsis of Nearctic Ichneumoninae Stenopneusticae“. 1965 kontaktierte Heinrich die Polnische Akademie der Wissenschaften, um Zugang zu dem in Polen vergrabenen Material zu bekommen. Die Metallkisten wurden mit Minensuchgeräten gefunden und in die Sammlung der Akademie aufgenommen. Heinrich wurde zugesichert einstweilen mit dem gewünschten Material arbeiten zu dürfen.
Das Material, das Heinrich bei seinen afrikanischen Expeditionen zusammentrug, wurde in der Schrift „Synopsis and Reclassification of the Ichneumoninae of Africa, south of the Sahara“ beschrieben. Dank eines finanziellen Zuschusses durch die National Science Foundation wurde das Werk zwischen 1967 und 1968 beim Verlag Farming College Press veröffentlicht. Zur Vorbereitung dieser Monographie machte Heinrich eine Rundreise durch Europa, wo er alle großen europäischen Museen besuchte, um dort die afrikanischen Schlupfwespensammlungen zu begutachten. Im Verlauf dieser Reise hielt er sich in Stockholm auf, wo er die Entomologen Eric Kjellander und Rene Malaise traf. Es wurde vereinbart, eine neue Version der Monographie „Burmesische Ichneumoninae“ zu publizieren, wobei die ersten acht Teile zwischen 1965 und 1970 in der Reihe „Entomologisk Tidskrift“ veröffentlicht wurden. Die letzten vier Teile erschienen zwischen 1974 und 1980 beim Verlag der Polnischen Akademie der Wissenschaften.
1977 veröffentlichte Heinrich seine letzte große Monographie mit dem Titel „Ichneumoninae of Florida and neighboring states“. Sie umfasst die Beschreibungen von 50 Gattungen und 135 Arten, wovon 47 wissenschaftliche Erstbeschreibungen sind. Insgesamt beschrieb Heinrich 1479 Arten und Unterarten, die aus der Nearktis, aus Afrika, Madagaskar, der orientalischen Region und der Paläarktis stammen. Ferner veröffentlichte Heinrich Reiseberichte über seine Expeditionen nach Celebes („Der Vogel Schnarch – Zwei Jahre Rallenfang und Urwaldforschung“, 1932), nach Persien („Auf Panthersuche durch Persien“, 1933) und nach Burma („In Burmas Bergwäldern. Forschungsreise in Britisch-Hinterindien“, 1940) sowie drei Publikationen über europäische Säugetiere, drei Publikationen über die Biologie der Vogelwelt in Angola und eine gemeinschaftliche Arbeit mit Sidney Dillon Ripley über die Systematik der Vögel Angolas.

## Dedikationsnamen
Neben zahlreichen Schlupfwespentaxa, darunter Ichneumon heinrichi, Aphanistes heinrichi und Smicroplectrus heinrichi, wird Heinrich in einigen Vogelnamen geehrt, darunter sind der Weißkopfrötel (Cossypha heinrichi), die Sulawesidrossel (Geomalia heinrichi) und der Celebeskurzflügel (Heinrichia calligyna). Auch das Berg-Ferkelhörnchen (Hyosciurus heinrichi), die Froschart Limnonectis heinrichi und die Bettwanzenart Paracimex gerdheinrichi sind nach ihm benannt.

## Belege
1. ↑  G.H.H. Tate, R. Archbold: Results of the Archbold Expeditions. No. 1. A new genus and species of squirrel from Celebes. American Museum Novitates 801, 17. Mai 1935, S. 1–6. (Volltext)

| Personendaten    | Personendaten                                         |
| ---------------- | ----------------------------------------------------- |
| NAME             | Heinrich, Gerd                                        |
| ALTERNATIVNAMEN  | Heinrich, Gerd Hermann (vollständiger Name)           |
| KURZBESCHREIBUNG | deutscher Entomologe, Zoologe und Forschungsreisender |
| GEBURTSDATUM     | 7. November 1896                                      |
| GEBURTSORT       | Berlin                                                |
| STERBEDATUM      | 17. Dezember 1984                                     |
| STERBEORT        | Farmington (Maine)                                    |